# Lann

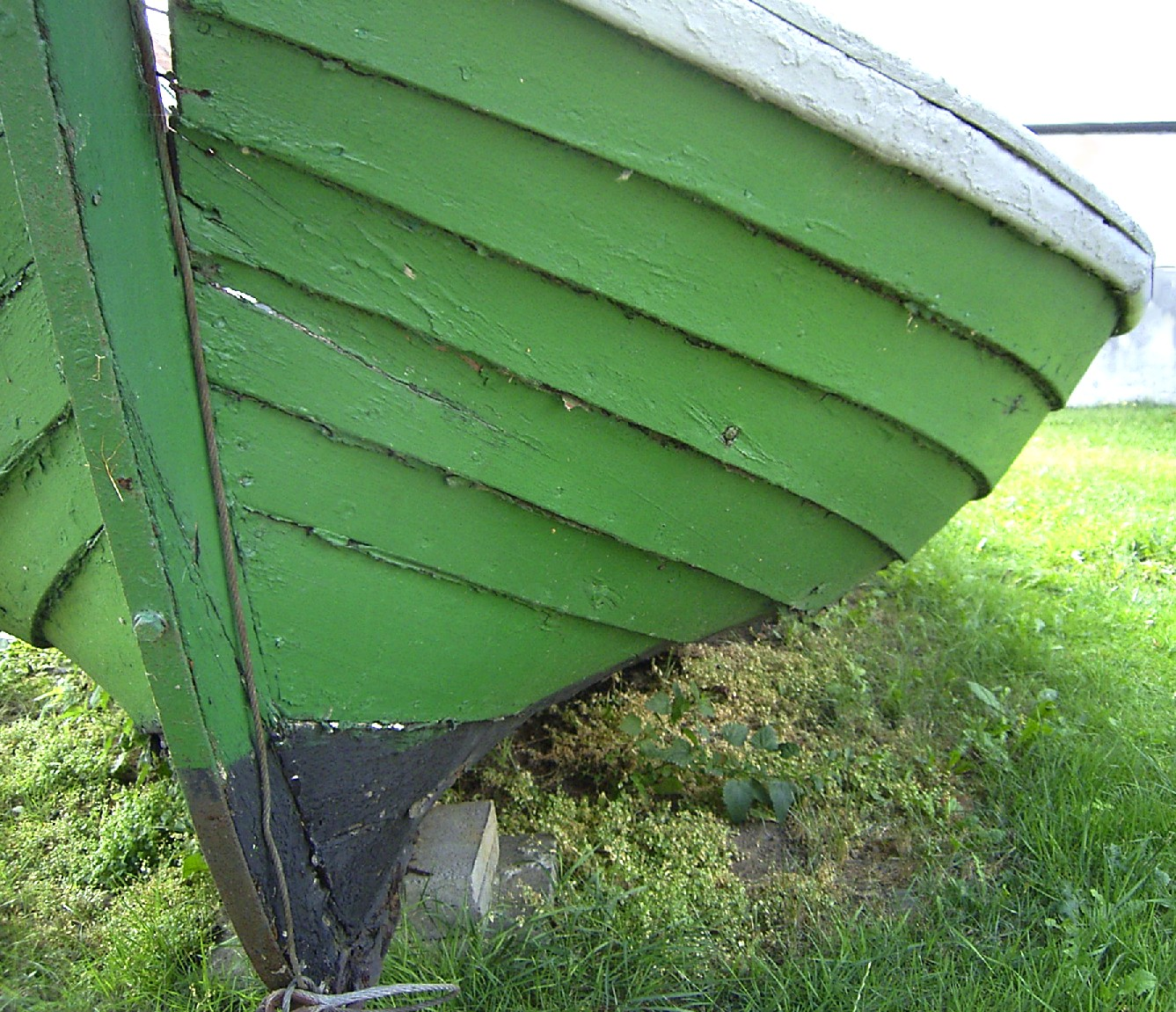
Klinkbyggd båt.

Lann eller lanning är överlappningen för bordläggningsplankorna på klinkbyggda båtar. Överlappningen, lannet eller lanningen, kan till exempel vara 30 mm.